# 大国村 (島根県)
大国村（おおぐにむら）は、島根県邇摩郡にあった村。現在の大田市の一部にあたる。

## 地理
潮川の中流から上流域に位置していた。

## 歴史
- 1891年（明治24年）4月1日[注釈 1]、明治村が二分割され、大字大国・天河内が村制施行して邇摩郡大国村が設立された[1][2]。
- 1954年（昭和29年）4月1日 - 邇摩郡仁万町、宅野村、馬路村と合併し仁摩町を新設して廃止された[1][2]。

### 地名の由来
次の二説あり。
1. 石見国の名の初めはこの村の名であったため。
2. 大国魂命神社が鎮座していることから。

## 産業
大森鉱山永久鉱山所は1887年（明治20年）以降に大森鉱山の主力坑となったが1923年（大正12年）に閉山した。

## 教育
- 邇摩郡立農学校が当村から1923年5月に仁万村に移転し島根県立邇摩農学校（現島根県立邇摩高等学校）となる[1]。